# Tribute in Light

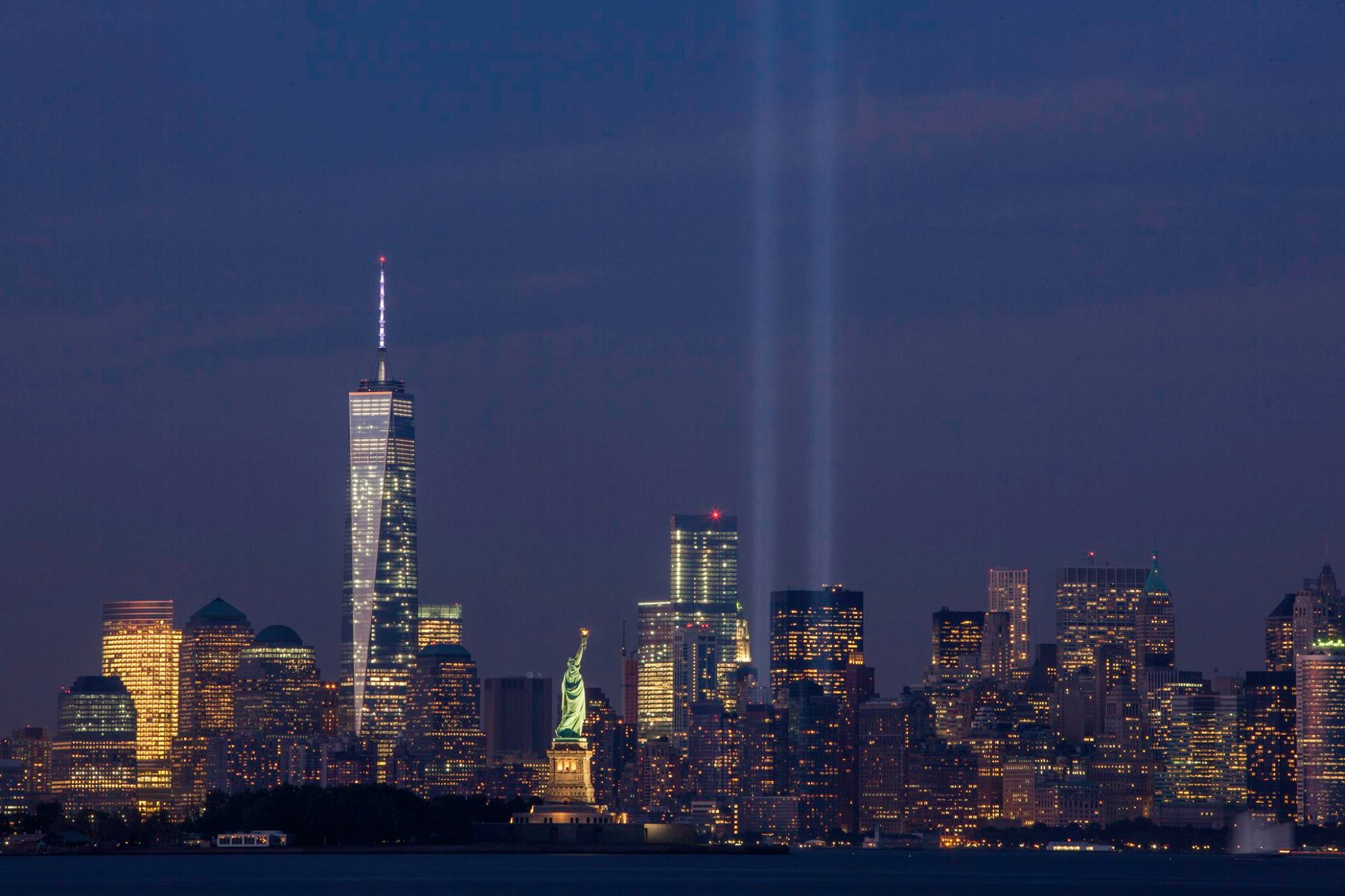
Tribute in Light, 2014

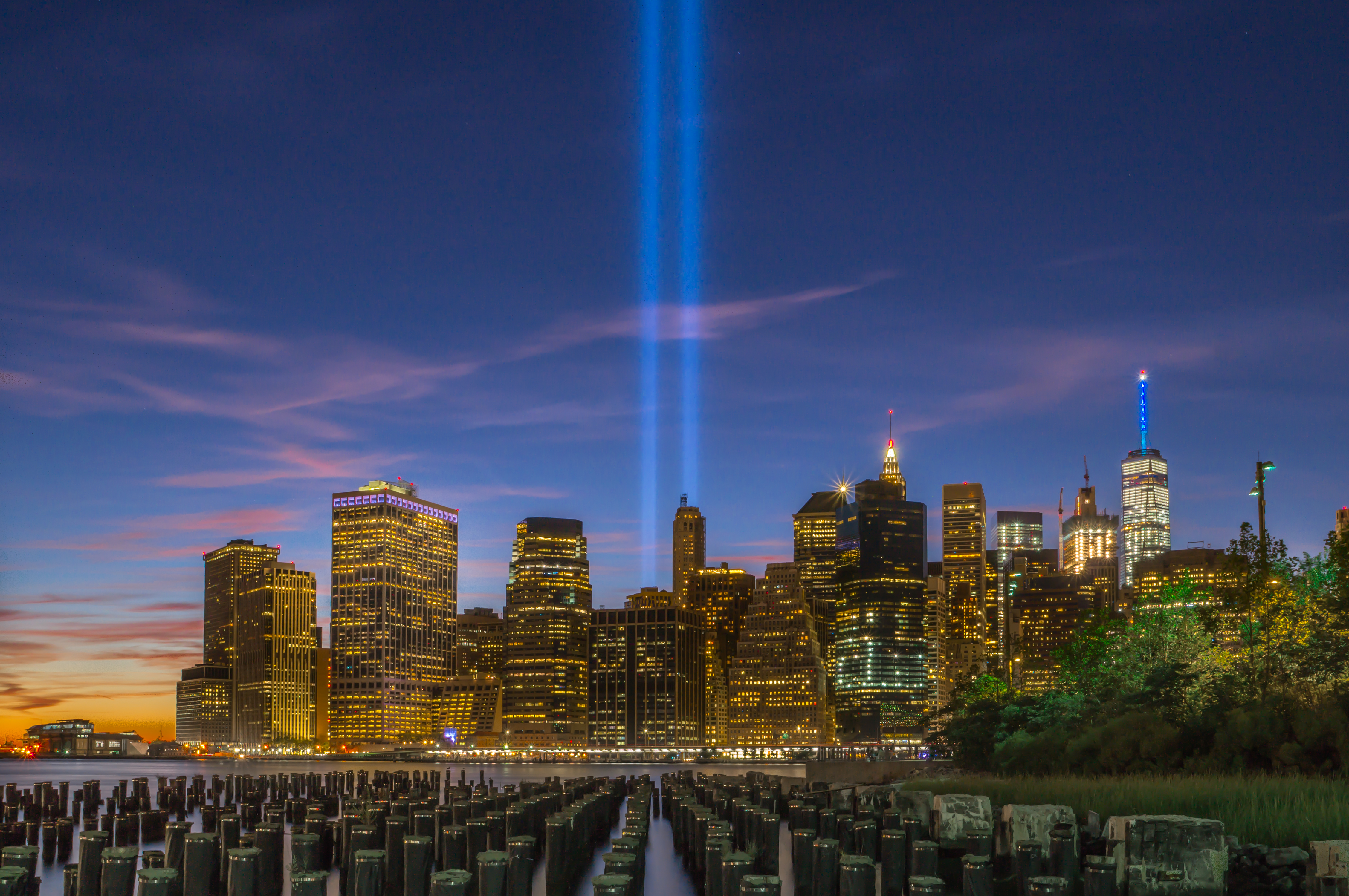
Tribute in Light, 2016

Tribute in Light (deutsch „Ehrerbietung in Licht“) war ursprünglich ein nur vorübergehend installiertes Lichtdenkmal aus 88 Scheinwerfern, die vom 11. März bis zum 14. April 2002 neben dem ehemaligen World-Trade-Center-Standort Ground Zero platziert waren. Installiert wurde die Anlage von der Municipal Art Society, einer privaten New Yorker Non-profit Denkmalschutzorganisation. So entstanden zwei vertikal in den Himmel strahlende Lichtsäulen, die zur Erinnerung an die Terroranschläge am 11. September 2001 die Türme des zerstörten World Trade Centers nachbildeten.
Seither ist es eine Lichtinstallation, die jährlich am 11. September installiert wird und besichtigt werden kann.

## Entstehung
Das Konzept entstand eine Woche nach dem Anschlag nach dem Project for the Immediate Reconstruction of Manhattan's Skyline der Architekten des PROUN Space Studio, John Bennett und Gustavo Bonevardi.
Die Künstler Julian LaVerdiere und Paul Myoda arbeiteten vor dem 11. September im 91. Stockwerk des Nordturms des World Trade Center im Auftrag des The New York Times Magazine in einem Projekt unter dem Namen „Phantom Towers“ an einer Vorlage für eine Lichtskulptur, dessen Bild für die Titelseite der The-New-York-Times-Ausgabe für den 23. September gedacht war.
Richard Nash Gould, ein New Yorker Architekt und Mitarbeiter einer Firma, deren SoHo-Büro einen direkten Blick auf das World Trade Center hatte, brachte das Konzept bei der Municipal Art Society vor. Der Vorsitzende dieser Organisation, Philip K. Howard, bat den New Yorker Bürgermeister Rudy Giuliani am 19. September in einem Schreiben „zwei riesige Suchscheinwerfer in der Nähe des Ground Zero zu platzieren, deren Lichtstrahlen gerade in den Himmel scheinen“. (Originaltext: „[…].to consider placing two large searchlights near the disaster site, projecting their light straight up into the sky.“).

## Geschichte und Erweiterung

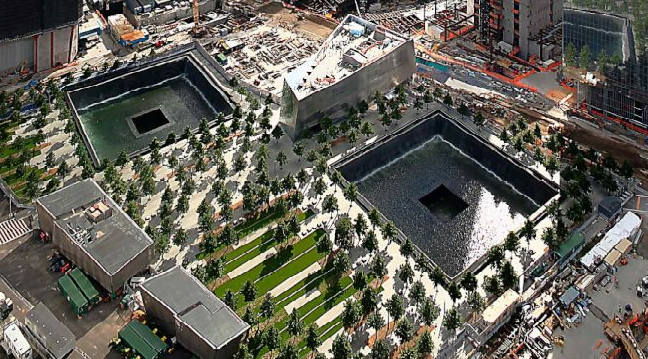
National September 11 Memorial and Museum aus Sicht vom World Financial Center im Juni 2012

Das Denkmal wurde 2003 zum zweiten Jahrestag des Terroranschlags erneut installiert. Entgegen Spekulationen über die Weiterführung der Tradition 2008 wurde das Tribute in Light bis in das Jahr 2011 zum 10. Jahrestag der Anschläge jedes Jahr am 11. September zum Gedenken der Opfer für eine Nacht aktiviert. Mit der Eröffnung am 12. September 2011 übernahm das National September 11 Memorial and Museum die Ausrichtung der jährlichen Gedenkveranstaltung.
Mit vollständiger Fertigstellung des National September 11 Memorial and Museum im Mai 2014 ist der memorial plaza, und somit an jedem 11. September auch das Lichtdenkmal, für Besucher zugänglich.

## Leuchtkraft
In klaren Nächten können die Lichtsäulen aus bis zu 100 Kilometer Entfernung und deutlich sichtbar aus dem gesamten New Yorker Stadtgebiet und den ländlichen Gebieten im nördlichen New Jersey und Long Island, Fairfield (Connecticut), Westchester County und Rockland County gesehen werden. Die Lichtsäulen wurden sogar deutlich von der Terrasse des Centry Country Club in Purchase (New York) beobachtet und Piloten gaben an, die Lichtsäulen aus ihrem Cockpit aus dem Luftraum über Cleveland beobachtet zu haben. Laut eigenen Angaben soll das Licht bis zu 6600 Meter Höhe erreichen.

## Kosten und Finanzierung
Die Installation, Wartung und Bewachung des Lichtdenkmals kostete 500.000 US-Dollar. Der Preis für eine der 88 installierten 7000 Watt Xenon-Gasentladungslampen beträgt rund 1200 US-Dollar. Hauptsponsor war die Municipal Art Society.

## Probleme der Lichtanlage

### Gefahren für Vögel
Die intensive Leuchtkraft des Denkmals führt dazu, dass tausende Vögel im Rahmen des Vogelzugs in den Lichtkegel fliegen und dort umherirren. Aufgrund dieser Tatsache wird das Licht in einem 20-Minuten-Rhythmus abgeschaltet, um den Vögeln einen Weiterflug zu ermöglichen.

### Finanzielle Probleme
Die jährliche Aktivierung des Denkmals konnte 2011 aufgrund finanzieller Probleme nicht mehr sichergestellt werden. Die Municipal Art Society startete daher im August 2011 einen Spendenaufruf.

## Benennung des Lichtdenkmals
Das Denkmal sollte ursprünglich den Namen Towers of Light tragen, doch es beschwerten sich viele Menschen darüber, dass diese Bezeichnung eher das zerstörte World Trade Center anstatt der getöteten Menschen hervorhob.